# Церква (будівля)

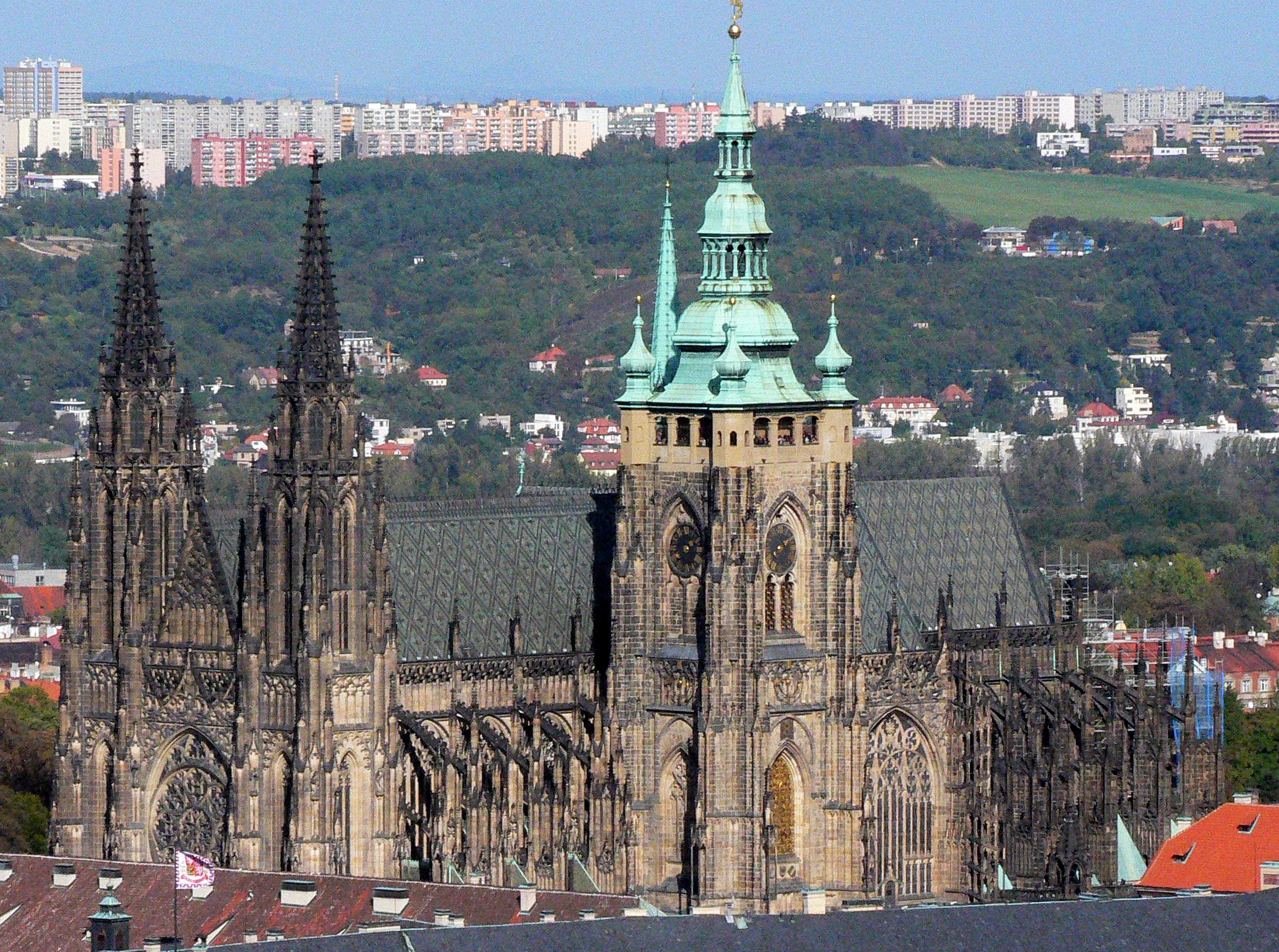
Костел святого Віта у Празі

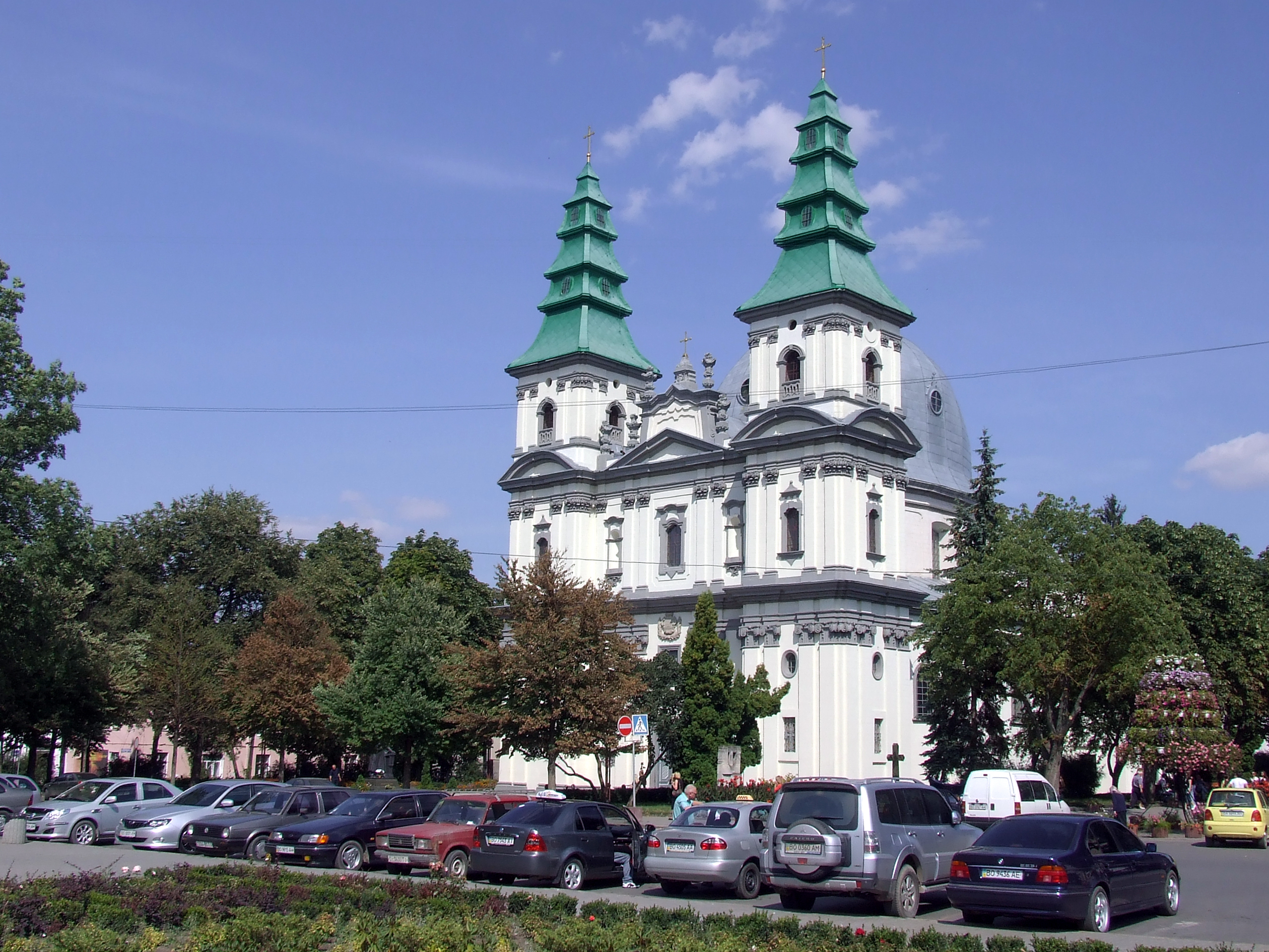
Собор Непорочного зачаття Пресвятої Богородиці в Тернополі (УГКЦ, колишній Домініканський костел); церква, виконана у стилі бароко

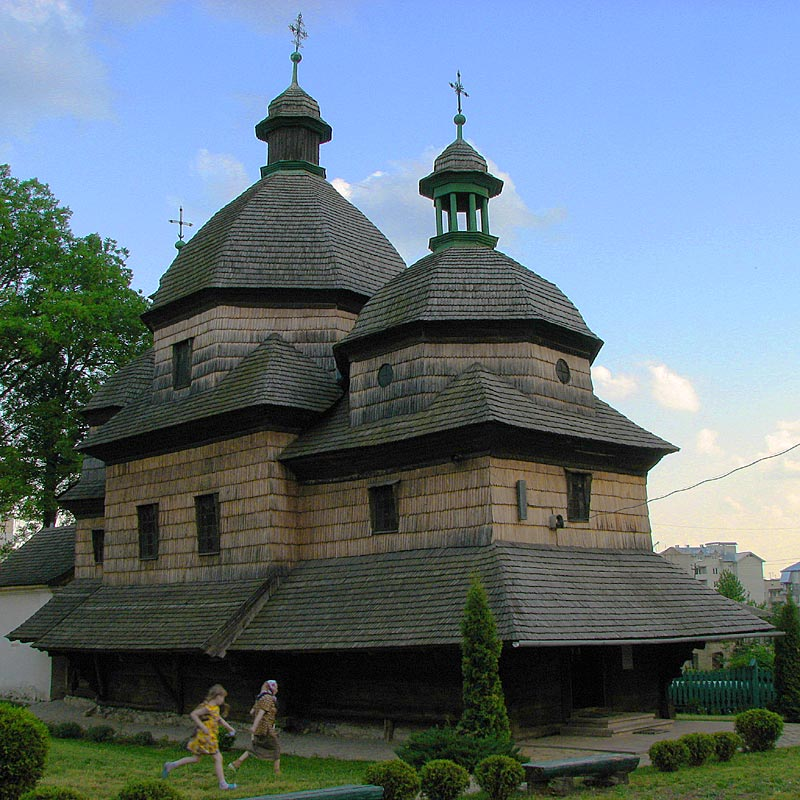
Дерев'яна церква у Жовкві — зразок української національної сакральної архітектури

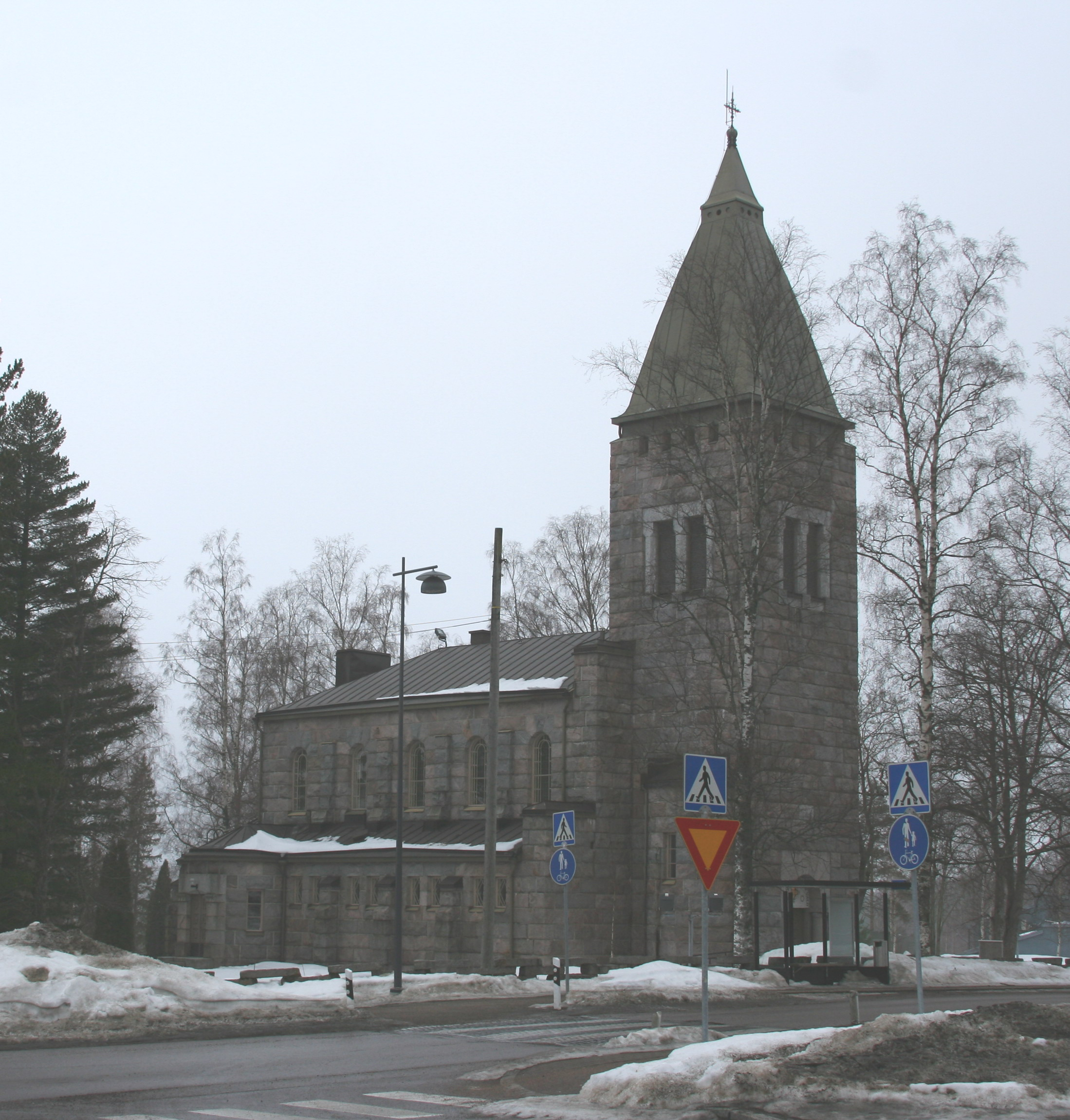
Церква Порнайнен

Церква — храм у православних, католицьких, орієнтальних та окремих протестантських християн, у якому відбуваються релігійні богослужіння. Зазвичай у церквах богослужіння очолює священник або пастир. У храмах часто відбуваються церковні таїнства: миропомазання, хрещення, вінчання та інші. У православному храмі на престолі є частинка мощей святого, її поміщають в антимінсі. Є кафедральні храми або собори, служби в яких очолюють зазвичай єпископи або предстоятелі церков.

## Архітектура
Архітектурні традиції побудови церков почали розвиватися близько 2000 років тому. Більшість церков — не звичайні споруди, а справжні витвори мистецтва. Традиції архітектурної побудови переважно залежать від релігійної конфесії.
Католицькі церкви (костели) збудовані переважно у готичному та неоготичному стилях[джерело?].
Православні та греко-католицькі церкви будують переважно за ренесансними традиціями або за національними та фольклорними традиціями.
Для протестантських кірх характерніший романський стиль.
Кальвіністськими зборами за часів середньовіччя в Галичині деколи ставали костели (наприклад, в Бучачі, Язловці, Підгайцях).
Інтер'єр більшості церков багато оздоблений іконами, іконостасами, фресками, вітражами, скульптурами, органи тощо.

## Культура та традиції
Найяскравіше церковні традиції збережені у католиків та православних. У цих релігійних конфесій тісно пов'язані парафії із самими церквами. У кожної церкви чи костелу на певне християнське свято припадає храмове свято, яке святкує кожна парафія.

## Різновиди церков
- Церква (від грец. eklesia) — православний або греко-католицький храм[3].
- Костел (від пол. kościół) — римо-католицький храм.
- Кірха (від нім. Kirche) — лютеранський храм.
- Кальвінський збір — кальвіністський храм.
- Дім молитви — храм євангелістів або адвентистів сьомого дня.
- Моленна (від рос. моленная) — храм старовірів-безпопівців